# Staatliche Studienakademie Riesa
Die Staatliche Studienakademie Riesa ist in Riesa einer von sieben Standorten der Dualen Hochschule Sachsen und gehört zum tertiären Bildungsbereich in Sachsen. Sie bietet akkreditierte duale, dreijährige Bachelor-Studiengänge in den Bereichen Technik und Wirtschaft an. Heute studieren hier ca. 400 Studierende in 6 Studiengängen. Die Studienvergütung von durchschnittlich 1.000 Euro trägt bei den Studierenden wesentlich zur Finanzierung des Studiums bei. Die Vermittlungsquote zum Abschluss des Studiums liegt bei 95 Prozent. (Stand 31. Dezember 2024)

## Geschichte
Das 1904 gegründete Technikum Riesa etablierte Riesa als Ort der höheren technischen Ausbildung. Es sollte der Ausbildung von Technikern und Ingenieuren in den Bereichen Bau (Architektur), Maschinenbau, Elektrotechnik und Schiffsbau dienen, zunächst als Abendschule. Der einsetzende Erste Weltkrieg verstärkte die Personal- und Finanzprobleme, so dass der Betrieb 1914 eingestellt wurde.
In der DDR wurde der direkte Vorläufer der Staatlichen Studienakademie gründet, dessen Ausrichtung, Organisationsform und Titel mehrfach wechselte:
- ab 1950 Abendschule für Techniker
- 1951 Betriebsfachschule für Walzwerk-, Schmiede- und Preßtechnik
- ab 1952 Fachschule
- ab 1955 Ingenieurschule für Walzwerk und Hüttentechnik zur Ausbildung für die Stahl- und Kali-Industrie der DDR

Seit 1991 lief das Pilotprojekt Berufsakademie Sachsen. Daraus wurde 1993 ein Modellprojekt mit mehreren Standorten in Sachsen, wofür die Ingenieurschule Riesa und die Ingenieurschule Meißen zu einer neuen Außenstelle in Riesa zusammengelegt wurden. Im selben Jahr wurde der Verein zur Förderung der Umform- und Produktionstechnik an der Staatlichen Studienakademie Riesa e. V. gegründet, der sich für die Fortsetzung der Ausbildung in der Walztechnik am Standort Riesa einsetzt.
Mit dem Sächsischen Berufsakademiegesetz von 1994 wurde aus dem Standort die Berufsakademie Sachsen – Staatliche Studienakademie Riesa als Studienabteilung einer gemeinsamen sachsenweiten Organisation.
Das Studienangebot wurde seitdem schrittweise erweitert:
- 1994 um Umwelt- und Strahlenschutz,
- 2000 um Sport-, Veranstaltungs- und Marketing-Management,[4]
- 2002 um Biotechnik erweitert und
- 2013 um Energietechnik.

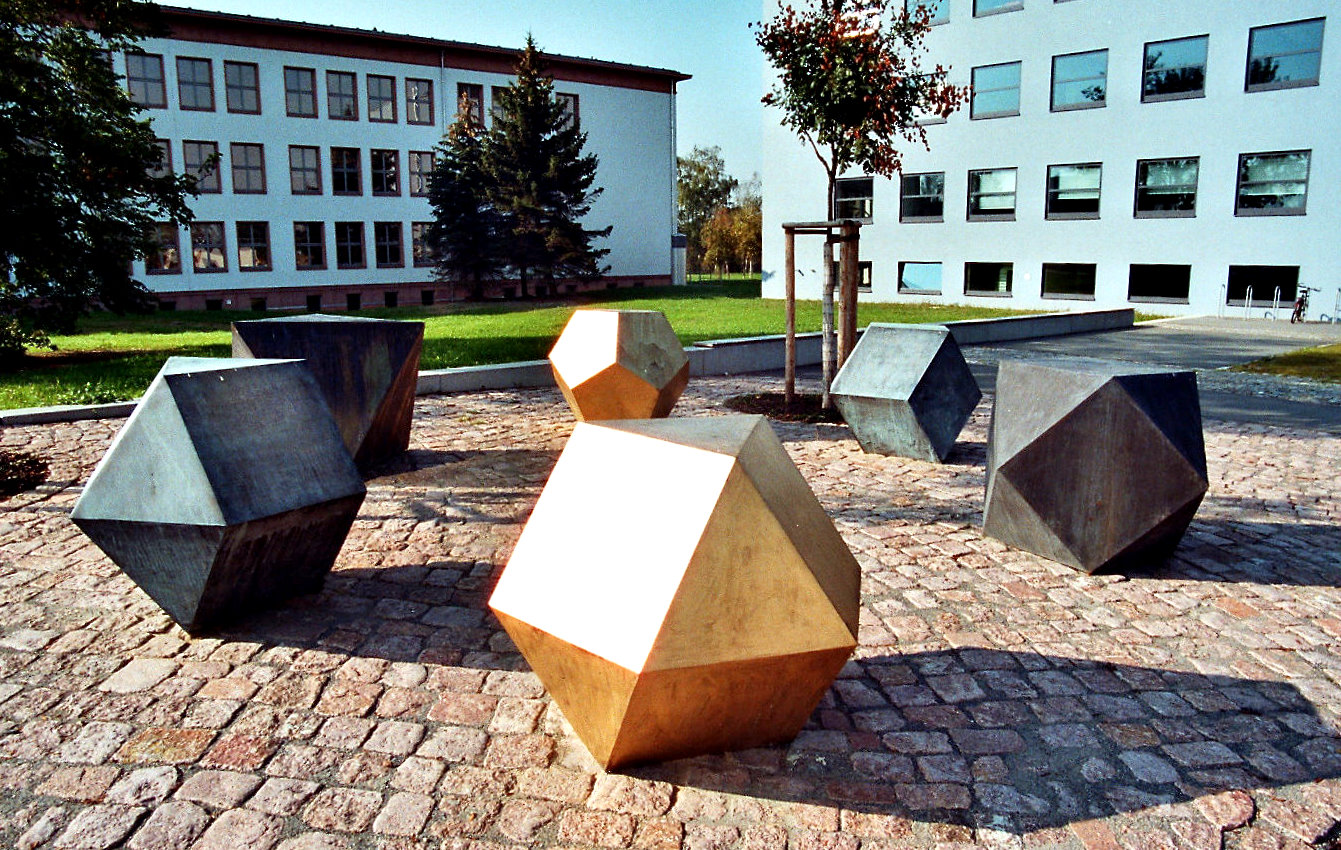
Kunstwerk Würfelwiese

Von 2003 (andere Angabe ab Juni 2004) bis 2006 wurde das die Gebäude und Außenanlagen des Geländes im laufenden Betrieb rekonstruiert und modernisiert. Die Sanierung kostete den Freistaat Sachsen 12 Millionen Euro. Zum Ende der Sanierungsarbeiten wurde das Kunstwerk Würfelwiese von Thomas Reichstein im Innenhof eingeweiht, das den sächsischen Wettbewerb Kunst am Bau gewann.
Die neuen Bachelor-Studiengänge wurden ab 2008 erstmals akkreditiert:
- 2008 Labor- und Verfahrenstechnik (erneut 2014)[6]
- 2010 BWL-Dienstleistungsmanagement (erneut 2016)[7]
- 2010 Automobilmanagement[6]
- 2015 Energie- und Umwelttechnik[6]
- 2015 Maschinenbau[6]

2021 wurden drei zuvor getrennte Studienrichtungen als Umwelt-, Chemie- und Strahlentechnik zusammengefasst, mit der möglichen Vertiefung Umwelt- und Chemietechnik oder Strahlentechnik.
Am 1. Januar 2025 wurde die Duale Hochschule Sachsen als Rechtsnachfolgerin der Berufsakademie Sachsen gegründet.

## Studium
Das Studienangebot erstreckt sich über die Bereiche Technik und Wirtschaft. Besondere Kennzeichen des dualen Studiums an der Berufsakademie Sachsen sind: Kompaktstudium in drei Jahren, Verknüpfung von theoretischen Lerninhalten und praktischen Anwendungen, praxisnahe Studiengänge, erster berufsqualifizierender Abschluss, Ausbildungsvergütung für die Studierenden durch den Praxispartner, Möglichkeit der Weiterqualifikation durch akkreditierten Studienabschluss.

### Studienbereich Technik
Im Studienbereich Technik werden drei verschiedene Studiengänge bzw. sieben verschiedene Studienrichtungen angeboten:
- Studiengang Energie- und Umwelttechnik, Abschluss Bachelor of Engineering
  - Studienrichtung Energietechnik
  - Studienrichtung Versorgungs- und Gebäudetechnik
- Studiengang Labor- und Verfahrenstechnik, Abschluss Bachelor of Science
  - Studienrichtung Biotechnologie
  - Studienrichtung Umwelt-, Chemie- und Strahlentechnik
    - Vertiefung Umwelt, und Chemietechnik
    - Vertiefung Strahlentechnik
- Studiengang Maschinenbau, Abschluss Bachelor of Engineering
  - Studienrichtung Maschinenbau

### Studienbereich Wirtschaft
Im Studienbereich Wirtschaft werden in einem Studiengang zwei verschiedene Studienrichtungen angeboten:
- Studiengang BWL-Dienstleistungsmanagement, Abschluss Bachelor of Arts[7]
  - Studienrichtung Event- und Sport-Management
  - Studienrichtung Handelsmanagement und E-Commerce

Durch eine Kooperation mit dem Landessportbund Sachsen erhalten Absolventen mit dem Schwerpunkt Sportmanagement seit 2018 automatisch eine Lizenz als Vereinsmanager-B, sofern sie Mitglied in einem Sportverein sind.

### Zugangsvoraussetzungen
Zugangsvoraussetzung ist ein Ausbildungsvertrag mit einem geeigneten Unternehmen, dabei helfen die Mitarbeiter der Studienakademie bei der Vermittlung von Firmenkontakten. Voraussetzung ist ebenfalls entweder die allgemeine Hochschulreife oder die Fachhochschulreife oder die fachgebundene Hochschulreife, oder ein Abschluss als Meister.
Zusätzlich besteht für Bewerber mit einer mindestens dreijährigen staatlich geregelten Berufsausbildung die Möglichkeit, ohne Abitur ein fachgebundenes Studium nach Zugangsprüfung und/oder Beratungsgespräch aufzunehmen (§ 18 Art. 6a SächsHSG).

### Studienablauf
Grundlage für das Studium an der Akademie ist ein Studienvertrag mit einem anerkannten Praxispartner, wobei in der Regel eine Studienvergütung gezahlt wird. Die Praxispartner übernehmen selber 80 bis 100 Prozent der Absolventen in ein festes Arbeitsverhältnis. In dualen Studiengängen wechseln wissenschaftlich-theoretische Studienabschnitte an der Studienakademie mit praxisintegrierenden Abschnitten im Unternehmen. Studienbeginn ist immer der 1. Oktober des Jahres. Bereits nach sechs Semestern kann das Studium mit einem Bachelor-Abschluss erfolgreich beendet werden. Die hohe Erfolgsquote beim Erreichen des Studienzieles resultiert aus der engen Bindung der Studierenden an die Praxispartner. Die Modularisierung und die Vergabe von Credit-Points machen Leistungen auch international vergleichbar.

### Studienfinanzierung
In Sachsen werden keine Studiengebühren erhoben. Studierende erhalten in der Regel eine Studienvergütung vom jeweiligen Praxispartner. Das Studium an der Berufsakademie ist außerdem ein nach dem BAföG förderungsfähiges Studium.

### Studienbedingungen
Passend zum vielseitigen Studienangebot bietet der Riesaer Campus sieben hochmoderne Labore, ein Experimentalhörsaal sowie verschiedene Fachkabinette. Hinzu kommt das Industriedenkmal Rittergut, das durch die Akademie und weitere Beteiligte als gemeinsamer Arbeitsraum für Bildung, Handwerk und Kreativschaffende zum „Reallabor“ ausgebaut wird. Direkt auf dem Campus befindet sich ein Wohnheim mit insgesamt 66 Plätzen. 

## Persönlichkeiten

### Absolventen
- Sport-Management
  - Jan Benzien, Kanute[11]
  - Marc Huster, Sportkommentator und ehemaliger Gewichtheber[11]
  - Jens Kruppa, Schwimmer[11]

### Dozenten
- Maja Krumnacker, Werkstoffwissenschaftlerin (2000–2005)
- Henrik Ullrich, Radiologe[12]

## Bibliothek
Die auf dem Campus befindliche Bibliothek (Haus 1) stellt Lehrbücher und Nachschlagewerke bereit.
Es sind 20.000 Printmedien, 45 Zeitschriftenabonnements und eine Digitale Bibliothek mit ca. 42.000 E-Books und 14.500 lizenzierten E-Journals vorhanden.